# Umberto Avattaneo
Umberto Avattaneo (ur. 2 kwietnia 1883 w Rzymie, zm. 9 stycznia 1958 tamże) – włoski lekkoatleta specjalizujący się w rzucie dyskiem.
W 1908 wystartował na igrzyskach olimpijskich w rzucie dyskiem greckim i standardowym. W pierwszej konkurencji zajął 10. miejsce z wynikiem 28,53 m, natomiast w drugiej jego pozycja jest nieznana.
Rekordy życiowe:
- rzut dyskiem – 44,68 m Magione, 12/13 września 1908)
- pchnięcie kulą – 11,52 m Mediolan, 12 maja 1913)
- rzut oszczepem (styl wolny) – 50,38 m Spoleto, 28/29 sierpnia 1910)

Reprezentował klub Società Ginnastica Roma.